# Christuskirche Bad Radkersburg

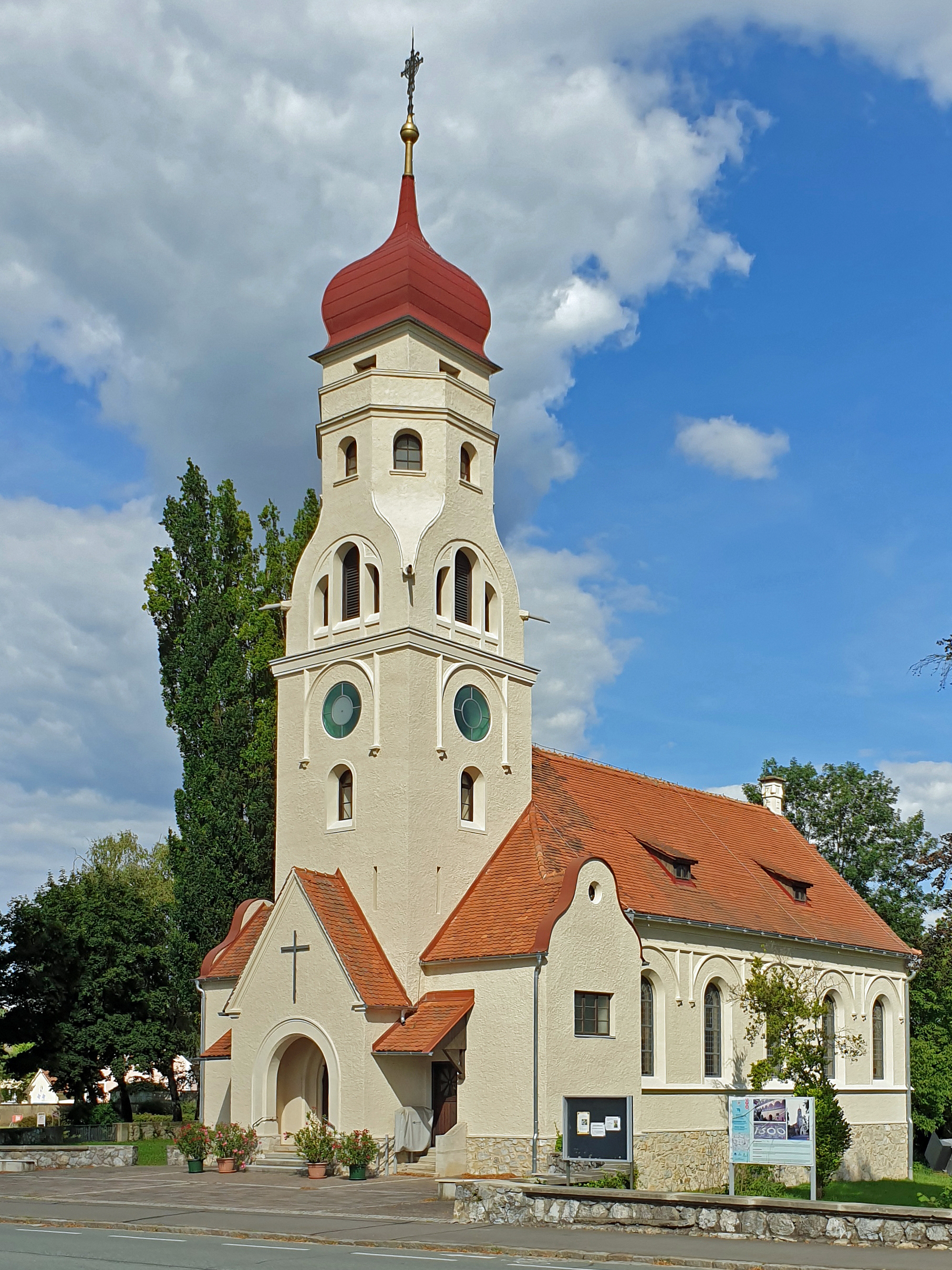
Christuskirche

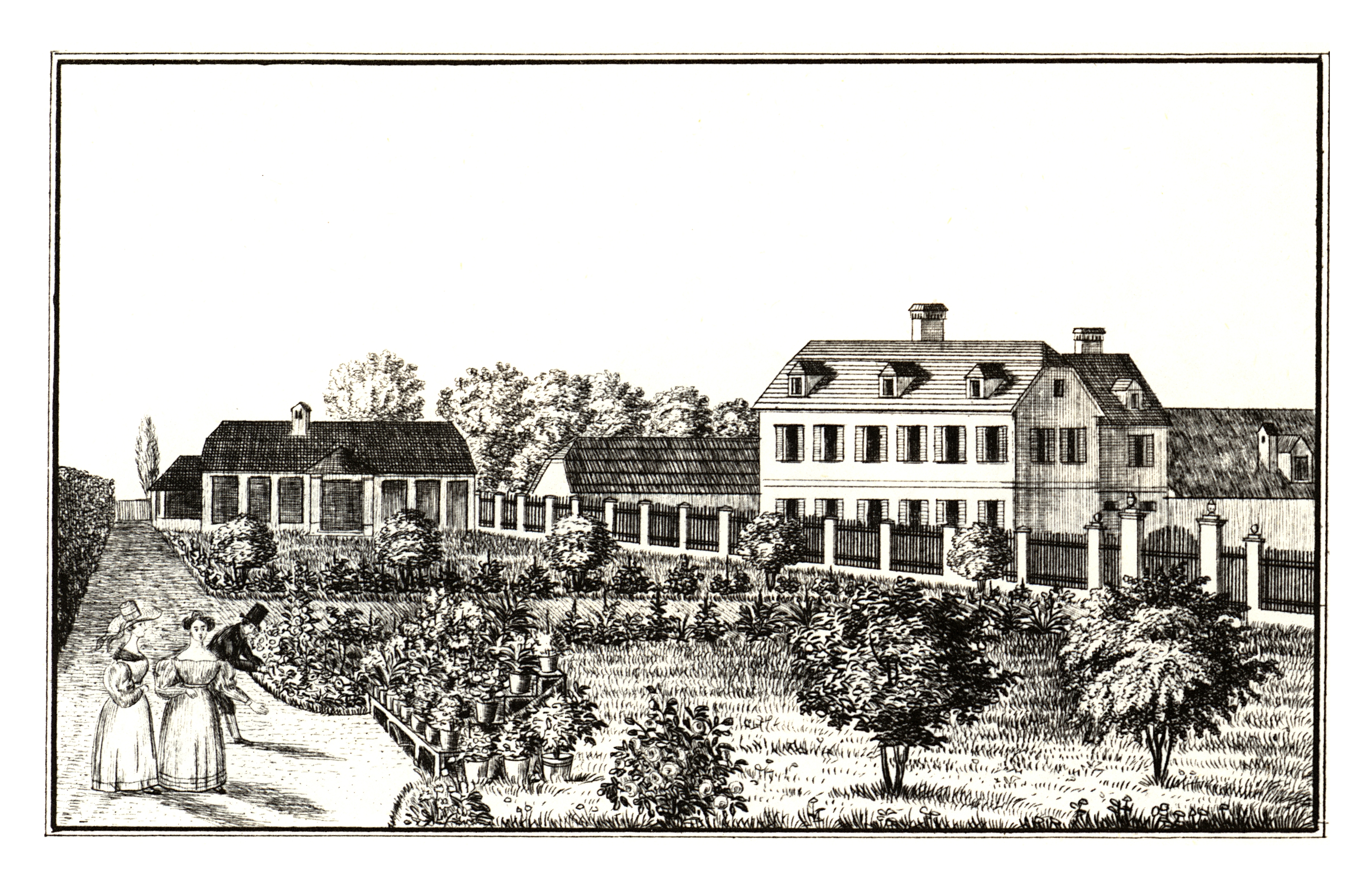
Prentlhof bei Altdörfl 1830, Lith. Kaiser, Graz

Die evangelische Christuskirche ist eine Pfarrkirche der Evangelischen Superintendentur A. B. Steiermark in Bad Radkersburg. Das Kirchengebäude steht unter Denkmalschutz.

## Geschichte
In der ersten Hälfte des 16. Jahrhunderts fand die Lehre Luthers von der Freiheit des Evangeliums in Radkersburg und Umgebung rasch Anhänger. 1541 traten die Protestanten in Radkersburg erstmals öffentlich auf. 1528 erfolgte eine Visitation einer Kommission im Auftrag des Bischofs von Laibach, um den Klerus und die Bürger der Stadt zum römisch-katholischen Glauben zu ermahnen. Die Visitation zeigte wenig Wirkung. Die Zahl der Protestanten stieg weiter, und die katholischen Priester waren sogenannte Hirten ohne Herde. 1582 stiftete Carl Freiherr von und zu Herbersdorff (1547–1606) am Prentlhof vor der Stadtmauer im Westen der Stadt eine protestantische Kirche mit einem Schulhaus und Messnerhaus. 1599 besetzten 170 bischöfliche Untertanen mit 150 guten teutschen Musketieren die Stadt. Unterstützt von einer 400 Mann starken Slawonenmiliz wurden der Stadt Privilegien und Gerichtsbarkeit entzogen. Ehemalige Ratsmitglieder wurden mit Geldstrafen belegt und eine neue Stadtverwaltung eingesetzt. Die Bürger wurden gezwungen, ihren Irrglauben abzulegen. Die Bücher der Protestanten wurden konfisziert, vom katholischen Pfarrer inspiziert und anschließend verbrannt. Die Stiftungskirche samt Anwesen der Herberstorff wurde 1600 gesprengt. Einige Anhänger wurden der Stadt verwiesen, und der Besitz der Schriften Luthers wurde verboten. 1500 Schützen der Garnison verblieben bis 1607 in der Stadt.
Im 19. Jahrhundert gab es ein Wiedererwachen des Protestantismus in Radkersburg. Die neue Pfarrgemeinde besteht seit 1906. Vor dem Bezug der eigenen Kirche wurde ein Betsaal in Gornja Radgona benutzt. Die Errichtung des Kirchengebäudes wurde auch von Gläubigen aus Prekmurje unterstützt. Die einfache, tonnengewölbte Saalkirche mit Westturm wurde von 1930 bis 1931 nach Plänen des Wiener Architekten Clemens Maximilian Kattner, einem Schüler von Friedrich von Schmidt und Victor Luntz, außerhalb der Stadtmauern als barockisierender Saalbau des Späthistorismus mit eingestelltem Turm und eingezogenem Altarraum erbaut.
Seit 2021 befindet sich hier das Evangelische Diözesanmuseum Steiermark.